# Sampang (Sempor)
Sampang is een bestuurslaag in het regentschap Kebumen van de provincie Midden-Java, Indonesië. Sampang telt 5645 inwoners (volkstelling 2010).